# Nedovolené podnikání
Nedovolené podnikání bylo podle československých zákonů upravujícího trestní právo jednání, kterého se dopustil ten, kdo neoprávněně provozoval ve větším rozsahu soukromé výrobní nebo jiné výdělečné podnikání.
Po 30. červnu 1990 byl tento trestný čin v československém právním řádu přejmenován na neoprávněné podnikání Dne 18. dubna 1990 byl přijat zákon č. 105/1990 Sb., zákon o soukromém podnikání občanů.

## Nedovolené podnikání v československém trestním zákoně
Dle trestního zákona č. 140/1961 Sb.:
| „ | § 118 Nedovolené podnikání - (1) Kdo neoprávněně provozuje ve větším rozsahu soukromé výrobní nebo jiné výdělečné podnikání, bude potrestán odnětím svobody na šest měsíců až tři léta. - (2) Odnětím svobody na dvě léta až osm let bude pachatel potrestán - a) používá-li k činu uvedenému v odstavci 1 jiného jako pracovní síly, nebo - b) získá-li takovým činem značný prospěch. | “ |